# Terry Medwin
Terence Cameron Medwin (Swansea, 1932. szeptember 25. – 2024. május 1.) válogatott walesi labdarúgó. 

## Pályafutása

### Klubcsapatban
1949 és 1956 között a Swansea Town csapatában játszott. 1956-tól 1963-ig a Tottenham Hotspur játékosa volt, melynek tagjaként bajnoki címet, FA-kupát és KEK-et is nyert.  

### A válogatottban
1953 és 1963 között 30 alkalommal szerepelt a walesi válogatottban és 6 gólt szerzett. Részt vett az 1958-as világbajnokságon, ahol a Magyarország elleni megismételt csoportmérkőzésen gólt szerzett.

## Sikerei, díjai
Swansea Town
- Walesi kupagyőztes (1): 1949–50

Tottenham Hotspur
- Angol bajnok (1): 1960–61
- Angol kupagyőztes (2): 1960–61, 1961–62
- Angol szuperkupagyőztes (2): 1961, 1962
- KEK-győztes (1): 1962–63